# 荒木由季子
荒木 由季子（あらき ゆきこ、1960年12月13日 - ）は、日本の経済産業技官。山形県副知事や経済産業省商務情報政策局商務流通グループ国際博覧会交渉官を経て、退官後、日立製作所理事グローバル渉外統括本部副統括本部長兼日立ヨーロッパベルギー事務所長、富士製薬工業取締役、ナカニシ取締役、TOYO TIRE取締役、長岡技術科学大学経営協議会委員、日本生活支援工学会評議員

## 人物
東京都出身。東京大学工学部卒業後、通産省入省。エネルギー畑を主に歩み、齋藤弘が山形県知事に在任中には、同県に副知事として出向した。
2012年には経産省を退省。
夫との間に1男、1女。

## 略歴
- 雙葉高等学校卒業。
- 1983年 - 東京大学工学部卒業後、通商産業省（現経済産業省）入省[4]。
- 1998年6月 - 通商産業省機械情報産業局医療・福祉機器産業室長。
- 2001年4月 - 経済産業省商務流通グループ博覧会推進室長、博覧会国際事務局総会日本政府代表。
- 2003年5月 - 同省資源エネルギー庁新エネルギー対策課長。
- 2006年1月 - 同省製造産業局住宅産業窯業建材課長。
- 2006年7月 - 国土交通省総合政策局観光経済課長に出向。
- 2008年7月 - 山形県副知事就任、山形には単身赴任した[4]。
- 2009年2月 - 山形県副知事退任[5]、経済産業省に復帰し、経済産業政策局健康長寿産業政策室長を経て、同年7月には製造産業局生物化学産業課課長[6]。
- 2011年8月 - 2012年麗水国際博覧会陳列区域日本政府委員・日本政府代表（経済産業省商務情報政策局商務流通グループ国際博覧会交渉官）。
- 2012年
  - 8月31年 - 経済産業省大臣官房付、依願退官。
  - 12月1日 - 日立製作所法務・コミュニケーション統括本部CSR本部長兼地球環境戦略室室員。
- 2014年4月　- 同CSR・環境戦略本部長兼日立製作所ヘルスケア社ヘルスケア事業本部長。
- 2015年4月 - 同理事CSR・環境戦略本部長兼立製作所ヘルスケア社渉外本部長。
- 2018年4月 - 同理事グローバル渉外統括本部サステナビルティ推進本部長。
- 2020年4月 - 国立大学法人長岡技術科学大学経営協議会委員。
- 2020年12月 - 富士製薬工業取締役。
- 2021年
  - 3月 - ナカニシ取締役。
  - 4月 - 日立製作所理事グローバル渉外統括本部副統括本部長 (欧州渉外担当兼日立ヨーロッパベルギー事務所長)。
- 2022年
  - 4月 - 同グローバル渉外統括本部アドバイザー。
  - 6月 -	一般社団法人日本生活支援工学会評議員。
- 2023年
  - 3月 - TOYO TIRE取締役。
  - 6月 - 国際教養大学理事、ヒロセ電機取締役。